# Crisant Bosch
Crisant Bosch Espín (Barcelona, 1907. december 26. – Barcelona, 1981. április 13.) spanyol labdarúgófedezet, edző.